# Skyddad ursprungsbeteckning
Skyddad ursprungsbeteckning är ett system inom Europeiska unionen avsett att skydda vissa regionala eller lokala jordbruksprodukter av specifik karaktär och med dem förknippade produktnamn. Systemet är också tänkt att hjälpa konsumenter förstå de skyddade produkternas särart. Ett krav bland många är att produkten skall ha varit i produktion under minst 30 år.
Liknande nationella system finns i en del av EU:s medlemsstater där de fungerar som komplement till de gemensamma bestämmelserna, men även i vissa andra länder. Sammanlagt fanns 2024 över 3 800 skyddade produkter i Europa.

## EU:s system för vin och starksprit

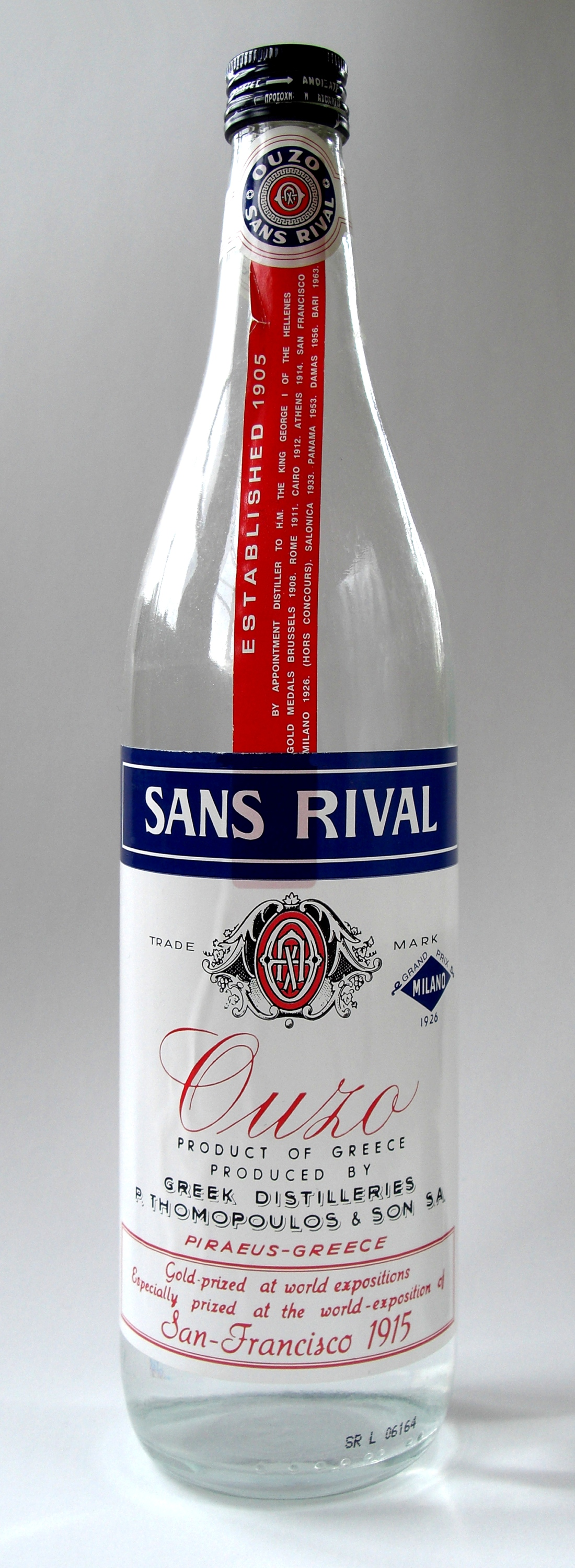
Ouzo, för att ta ett exempel på reglerna, får bära det namnet bara om det är uteslutande framställt i Grekland genom blandning av alkoholer som är smaksatta med hjälp av destillation eller lakning av anisfrön och möjligen fänkålsfrön, mastix från ett mastixträd som växer på ön Theos och andra aromatiska frön, växter och frukter. Alkoholen som smaksatts genom destillation måste utgöra minst 20 % av alkoholhalten, vilken inte får understiga 55 volymprocent och inte överstiga 80 volymprocent. Drycken skall vara färglös och ha en sockerhalt av högst 50 gram per liter.

### Vin
Det äldsta skyddet för ursprungsbeteckningar i Europa rörde vin och är mycket äldre än Europeiska unionen; de äldsta (för tokajer och portvin) är från mitten av 1700-talet. EU har därför i stort följt den tradition av skydd som utvecklats i de vinproducerande länderna och inte i samma mån som för andra livsmedel harmoniserat mellan medlemsstaterna. De flesta bestämmelser gäller geografiska områden med vin som bär namn efter dessa, med vissa historiskt betingade undantag: muscadet och blanquette i Frankrike, cava och manzanilla i Spanien och vinho verde i Portugal erkändes som namn på områden som medlemsstater hade avgränsat och lagstiftat om redan tidigare. Diskrepanser i omfattningen av äldre regleringar har i viss mån följt med; när arbetet med att införa riktlinjer för vinproduktion inleddes i början av 1960-talet hade exempelvis Frankrike sedan 1935 mycket detaljerade regler för ursprung (Appellation d'Origine Contrôlée) och tillverkningsprocedurer medan Italien införde ett system för ursprungsbeteckning först 1963. Ursprungsbeteckningarna är idag inte heller alltid ömsesidigt uteslutande: cava är ett sprudlande vin av hög kvalitet i Spanien, men ett lagrat bordsvin i Grekland (kάβα).

### Starksprit
Europeiska unionens regelverk för starksprit, tillkommet 1989 med närmare specifikationer från 1990, är liksom det för vin delvis en förlängning på äldre regionala eller nationella bestämmelser. Liksom för viner finns detaljerade bestämmelser som reglerar tillverkning och alkoholstyrka. Spritsorterna är klassificerade dels efter framställningsmetod och dels efter geografiskt ursprung. Ouzo kan exempelvis bara komma från Grekland, grappa bara från Italien. En del beteckningar som hänvisar till geografiska områden får dock användas för att visa på en anknytning även om dryckerna inte längre tillverkas där; exempelvis Ostpreußischer Bärenfang, en likör gjord på vodka, honung och kryddor, som ursprungligen tillverkades i en region som inte är en del av Europeiska unionen utan idag huvudsakligen ligger i Ryssland. Mer exakta avgränsningar lämnas till de nationella myndigheterna att göra.
Den 27 maj 1997 erkände EU tequilans ursprungsskydd i ett handelsavtal med Mexiko.

### Aromatiserade viner
Europeiska unionen har speciella bestämmelser för aromatiserade viner, aromatiserade vinbaserade drycker och aromatiserade drinkar baserade på vinprodukter. Bestämmelsen liknar den spritdrycker och stipulerar exempelvis att beteckningen sangria måste åtföljas av texten "framställd i ..." och så namnet på medlemsstaten — om drycken inte är producerad i Spanien eller Portugal. Några vinbaserade produkter som har skyddade geografiska beteckningar är Nürnberger Glühwein och Vermouth di Torino. Tidigare var även Vermouth de Chambéry skyddat men förlorade år 2020 detta på grund av avsaknad av efterfrågad dokumentation. 

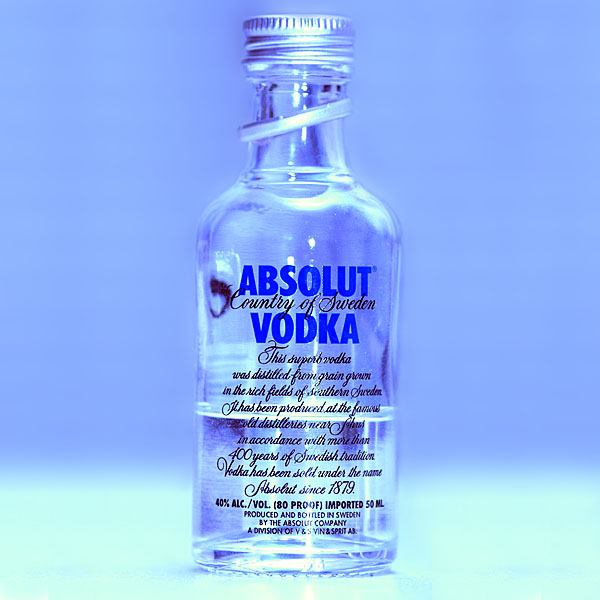
Absolut definierad som svensk vodka av kommissionen

### Skyddade svenska produkter
Tre svenska alkoholdrycker är skyddade, men bara som nationella varianter av mer generiska drycker, därav beteckningarna "Svensk ...":
- Svensk aquavit
- Svensk vodka
- Svensk punsch

### Internationell status
Europeiska unionens skydd för beteckningar på vin och spritdrycker är det enda skydd som hittills omfattas av det internationella Agreement on Trade-Related Aspects of Intellectual Property Rights (TRIPS); ett fördrag som överses av Världshandelsorganisationen, WTO. Det kompletteras också av bilaterala avtal med exempelvis Australien, Kanada, Mexiko och Sydafrika.

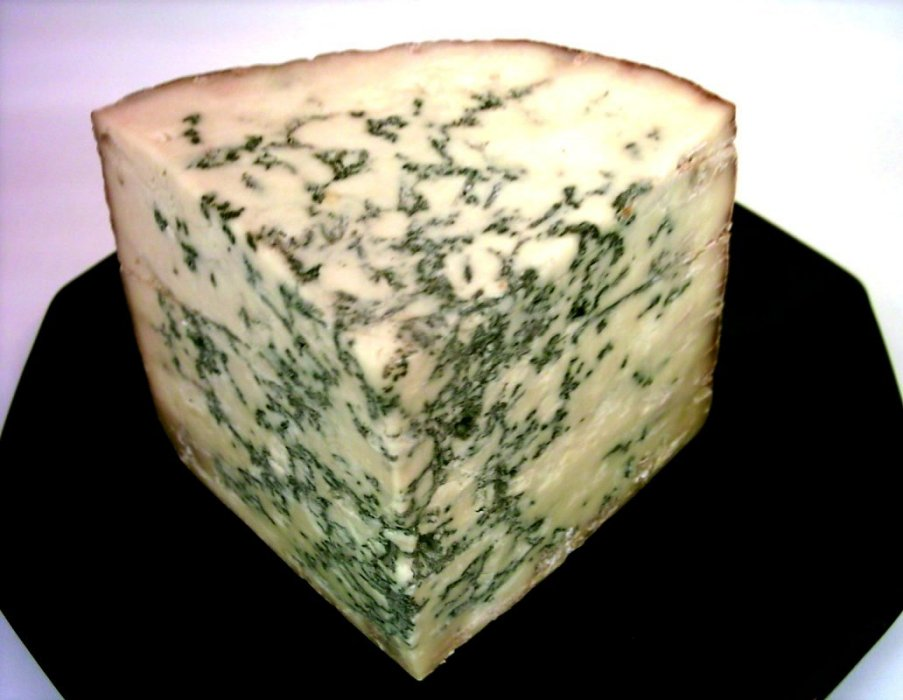
Blå Stiltonost - skyddad inom gemenskapen

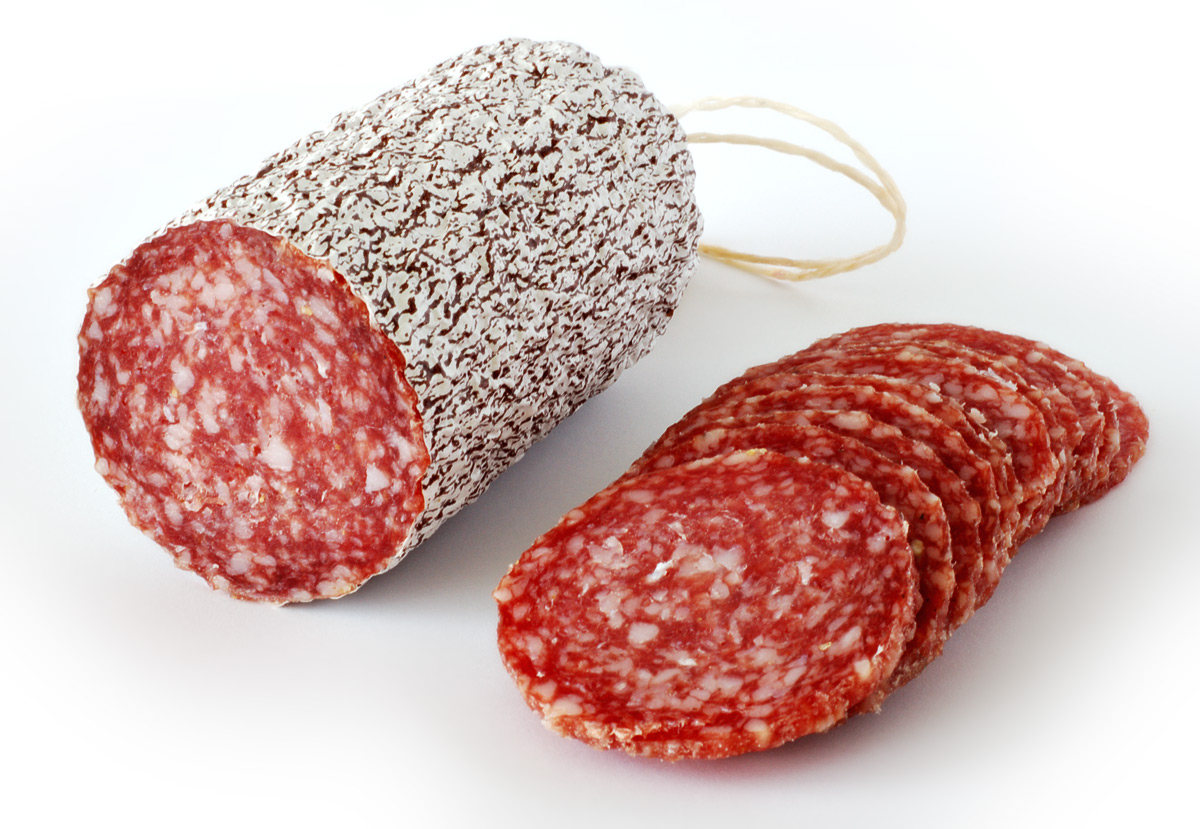
Salami - kanske skyddad, helt beroende på vilken sort det är.

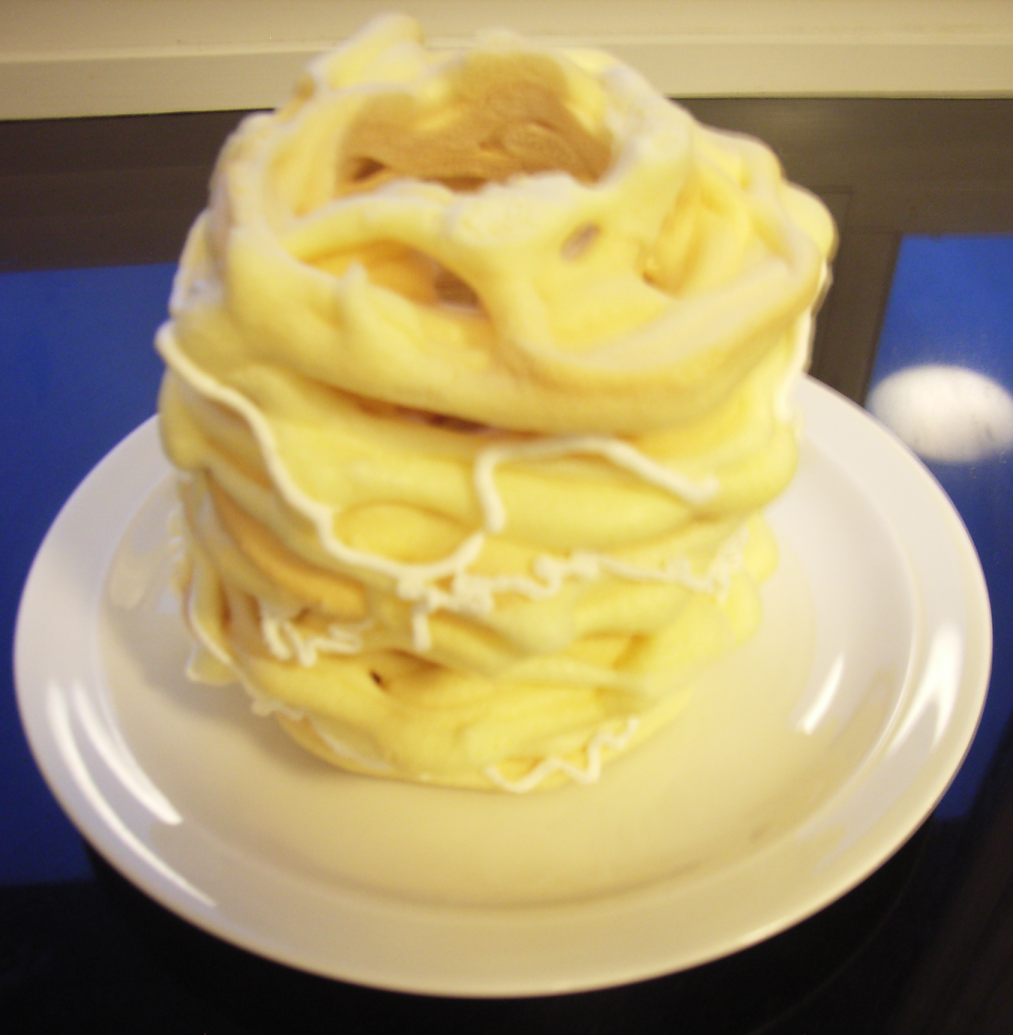
Skånsk spettekaka - skyddad

### Revision av gällande regler
Förslag till revision av bestämmelserna om spritdrycker kom från kommissionen i slutet av 2005. Förslaget skulle innebära en sammanslagningen av de två nu gällande bestämmelserna och eventuellt innebära ändrade specifikationer. Exempelvis har de vodkaproducerande medlemsländerna Finland, Sverige, Polen, Estland, Lettland, Litauen och Danmark fört fram krav på förbättringar av definitionen av vodka, som bland annat skulle innebära att vodka bara får framställas av potatis eller säd.
Senast gällande förordning kom 2019. 

## Det allmänna EU-systemet

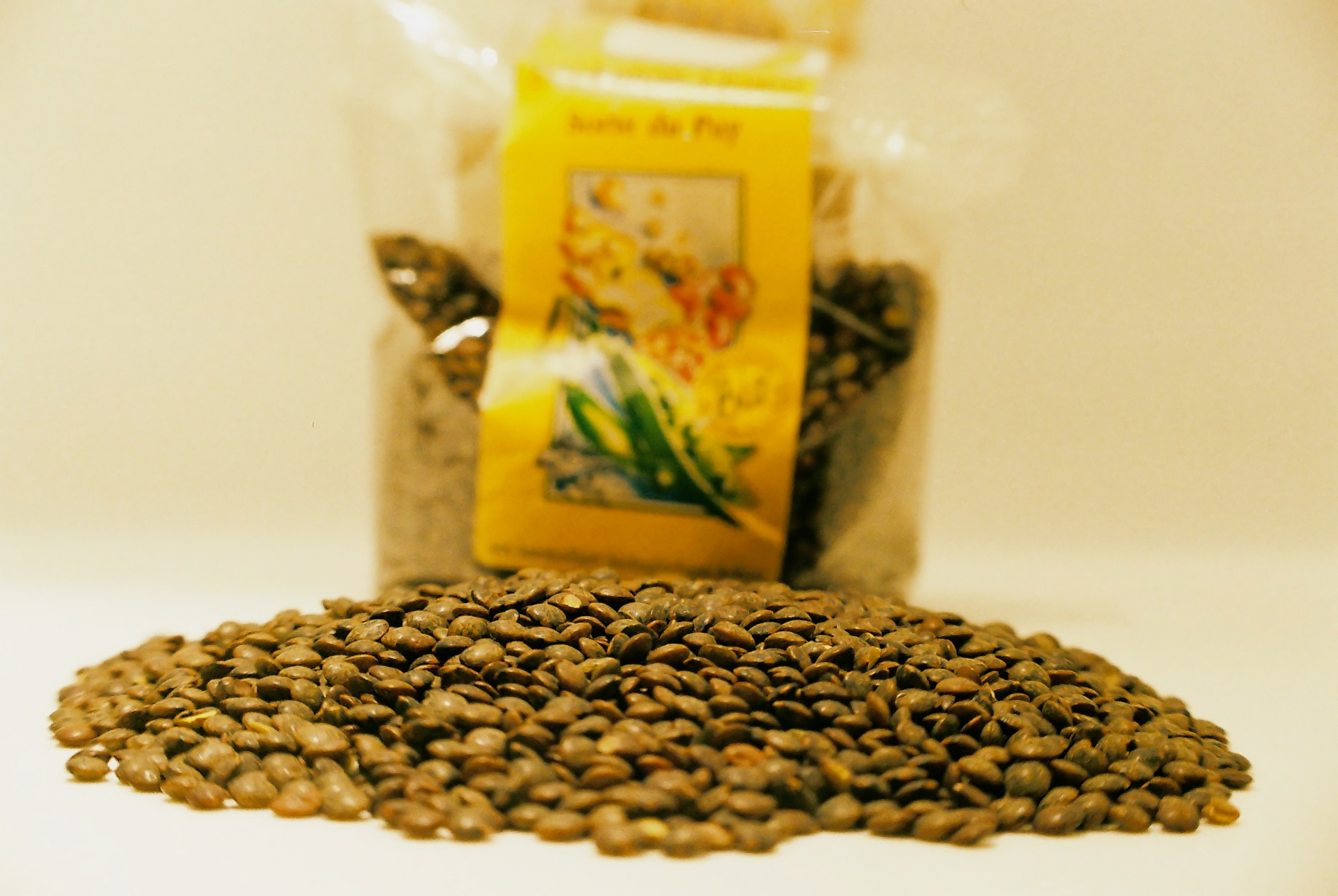
Puylinser är en skyddad ursprungsbeteckning (SUB) sedan 2008.

EU-systemet för livsmedel och alkoholdrycker andra än de ovan nämnda infördes 1992 med de nu gällande bestämmelserna från 2012.
- Skyddad ursprungsbeteckning (SUB): Produkten är producerad, bearbetad och beredd inom ett visst avgränsat geografiskt område med en för området karaktäristisk metod.
- Skyddad geografisk beteckning (SGB): Produkten är knuten till området åtminstone genom att vara producerad eller bearbetad eller beredd där.
- Garanterad traditionell specialitet (GTS): Inget krav på ursprung finns, men produkten ska anknyta till ett visst område genom en speciell sammansättning eller framställningsmetod associerad med det.

Förslag på skydd på produkter skickas till relevant nationell myndighet som bereder frågan och om inga hinder föreligger sänder förslaget vidare till europeiska kommissionen där slutgiltigt beslut tas. Även producenter i tredjeland kan (sedan 2006) ansöka om SUB- och SGB-registrering.

### Internationell status
Europeiska unionens skydd för dessa produkter gäller inte utanför unionen och man kan därför där köpa lokalt framställda ostar av, i bästa fall, samma typ som de europeiska originalen vars namn de bär.

### Berörda produkter
Jordbruksprodukter som är avsedda att användas som livsmedel enligt EU:s fördrag. 
- Färskt kött (och slaktbiprodukter)
- Köttprodukter (värmebehandlade, saltade, rökta osv.)
- Ost
- Andra produkter från djur (ägg, honung, diverse mjölkprodukter utom smör, osv.)
- Oljor och fetter (smör, margarin, oljor med mera)
- Frukt, grönsaker, och spannmål, bearbetade eller obearbetade
- Färsk fisk, färska blötdjur och kräftor samt produkter framställda därav
- Övriga produkter (kryddor etc.)

Jordbruksprodukter och livsmedel som avses i förordning (EU) nr 1151/2012.
Ursprungsbeteckningar och geografiska beteckningar.
- Öl
- Choklad och härledda produkter
- Bröd, konditorivaror, konfekt, skorpor och andra bagerivaror
- Drycker framställda av växtextrakt
- Pastaprodukter
- Salt
- Naturliga gummi och hartsvaror
- Senapspasta
- Hö
- Eteriska oljor
- Kork
- Karminsyra
- Blommor och prydnadsväxter
- Bomull
- Ull
- Korgvide
- Skäktat lin
- Läder
- Päls
- Fjädrar

Garanterade traditionella specialiteter.
- Färdiglagade rätter
- Öl
- Choklad och härledda produkter
- Bröd, konditorivaror, konfekt, skorpor och andra bagerivaror
- Drycker framställda av växtextrakter
- Pastaprodukter
- Salt

## Skyddade svenska produkter
På Europeiska kommissionens hemsida finns fullständigt register över alla skyddade produkter. Nedan är en lista över svenska produkter som är registrerade. Utöver dessa finns ett antal ansökningar under behandling.
SUB (skyddad ursprungsbeteckning)
| beteckning               | skyddad |
| ------------------------ | ------- |
| Allåkerbär från Norrland | 2023    |
| Bohusläns Blåmusslor     | 2023    |
| Gotlandslins             | 2023    |
| Grebbestadostron         | 2023    |
| Hjälmargös               | 2024    |
| Hånnlamb                 | 2016    |
| Kalix löjrom             | 2010    |
| Rökt Vättersik           | 2023    |
| Upplandskubb             | 2014    |
| Wrångebäcksost           | 2022    |
| Vänerlöjrom              | 2021    |

SGB (skyddad geografisk beteckning)
| beteckning                   | skyddad |
| ---------------------------- | ------- |
| Bruna Bönor från Öland       | 2010    |
| Kullings kalvdans            | 2023    |
| Skedvi bröd                  | 2023    |
| Skånsk spettekaka            | 2000    |
| Svecia                       | 1997    |
| Svensk Aquavit               | 2024    |
| Svensk Punsch                | 2008    |
| Svensk Vodka                 | 2023    |
| Sörmlands Ädel               | 2023    |
| Vit färsksaltad Östgötagurka | 2023    |
| Värmländskt skrädmjöl        | 2021    |
| Äkta Gränna Polkagrisar      | 2022    |

GTS (garanterad traditionell specialitet)
- Falukorv
- Hushållsost

### Exempel på ej svenska produkter med skyddad ursprungsbeteckning inom EU
- Feta PDO (Fetaost)

### Nationella system för ursprungsbeteckning inom EU
- AOP Appellation d'Origine Protégée, (Belgien)
- BOB Beskyttet oprindelsesbetegnelse, (Danmark)
- SAN Suojattu alkuperänimitys, (Finland)
- AOC Appellation d'Origine Contrôlée, (Frankrike)
- ΠΟΠ ονομασία προελεύσεως ελεγχομένη, (Onomasia proelefseos elengkhomeni) (Grekland)
- BOB Beschermde Oorsprongsbenaming, (Holland)
- DOC Denominazione di Origine Controllata, (Italien)
- DOP Denominazione di Origine Protetta, (Italien, jordbruksprodukter)
- IGP Indicazione Geografica Protetta, (Italien, industriprodukter)
- PDO Protected Designation of Origin, (Irland)
- AOP Appellation d'Origine Protégée, (Luxemburg)
- --- Chroniona Nazwa Pochodzenia, (Polen)
- DOP Denominação de Origem Controlada, (Portugal)
- --- Denumire de Origine Controlată, (Rumänien)
- DOP Denominación de Origen, (Spanien)
- IGP Indicación Geográfica Protegida, (Spanien, industriprodukter)
- PDO Protected Designation of Origin, (Storbritannien)
- SUB Skyddad ursprungsbeteckning, (Sverige)
- g.U. Qualitätswein bestimmter Anbaugebiete, (Tyskland)
- OEM Oltalom alatt álló eredetmegjelölés, (Ungern)
- g.U. Districtus Austriae Controllatus, (Österrike)